# Illusion de verre

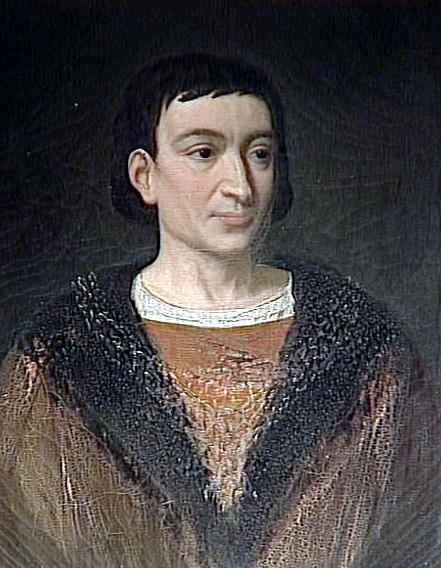
Charles VI de France, par Auguste de Creuse.

L'illusion de verre est un trouble psychique caractérisé par la peur et la croyance que son corps est composé de verre, « et donc susceptible de se briser en morceaux ». Ce trouble fut surtout observé en Europe, principalement à la fin du Moyen Âge et au début de la période moderne (XVe – XVIIe siècle).
L'une de ses premières victimes, le roi Charles VI, a notamment refusé de permettre aux gens de le toucher et portait des vêtements renforcés pour se protéger contre des « éclats » accidentels.

## Témoignages
L'anatomie de la mélancolie de Robert Burton aborde le sujet dans le commentaire comme l'une des nombreuses manifestations apparentées de la même anxiété :
 Peur des démons,  mort, qu’ils soient si malades, de telle ou telle maladie, prêts à trembler en tout objet, ils mourront immédiatement, ou que certains de leurs chers amis ou proches alliés soient certainement mort; danger imminent, perte, honte tourmentent encore les autres ; qu'ils sont tous en verre, et donc ne laisseront personne s'approcher d'eux ; qu'ils sont tous liège, aussi légers que des plumes ; d'autres aussi lourds que du plomb ; d'autres ont peur que leur tête tombe de leurs épaules, qu'ils aient des grenouilles dans le ventre, etc.
Le Licencié Vidriera de Cervantes relate l'histoire d'un jeune avocat, qui empoisonné est atteint d'illusion de verre, devenant malade et déprimé pendant six mois et prétend avoir des perceptions plus claires que la moyenne des gens (qu'il démontre avec des remarques pleines d'esprit).
Le poète néerlandais Constantijn Huygens a écrit une Costly Folly (1622), décrivant un sujet qui « craint tout ce qui bouge dans son voisinage ... la chaise sera la mort pour lui; il tremble au lit, craignant que l'un ne se casse les fesses, l'autre lui brise la tête ». Son contemporain Gaspard van Baerle a par ailleurs également été atteint d'illusion du verre.
René Descartes a écrit Méditations sur la première philosophie (1641), en utilisant le délire vitreux comme exemple d'une personne atteinte de folie dont la perception du monde qui l'entoure diffère de la norme. L'Essai sur l'entendement humain (Book II, Chapter XI, 13) de John Locke fait également référence à l'illusion de verre.
De nos jours, l'illusion de verre demeure par cas isolés. "Les enquêtes sur les institutions psychiatriques modernes n'ont révélé que deux cas spécifiques (non corroborés) de délire de verre. Foulché-Delbosc rapporte avoir trouvé un homme de verre de l'hôpital Bicêtre ainsi qu'une femme pensant qu'elle était un tesson de potterie à Merenberg."
Andy Lameijn, un psychiatre néerlandais, rapporte avoir eu un patient souffrant de l'illusion de verre à Leiden, auquel il a demandé ce que ce sentiment signifiait pour lui (ne voulant pas déformer la conversation en suggérant des idées de fragilité ou de transparence). Après des réticences initiales, le patient a commencé à s'ouvrir. Il montra la fenêtre de la salle de consultation et demanda à Lameijn ce qu'il voyait. Ce dernier a répondu qu'il voyait une rue, des voitures, plus des bâtiments, des gens... Le patient dit: « Ah! Vous avez raté le verre de la fenêtre. Vous ne l'avez pas vu. Mais il est là. » Il se pencha en avant et dit: « C'est moi. Je suis là, et je ne suis pas là. Comme le verre de la fenêtre. ».

## Interprétation
Ce trouble a été rapporté le plus souvent parmi les classes aisées et éduquées et serait associé selon certains chercheurs à un trouble plus large et mieux décrit, la mélancolie.
Elle s'inscrit dans la catégorie des syndromes dépressifs délirants, tel le syndrome de Cotard.